# 캐리 터너
캐리 터너(Karri Turner, 1966년 12월 21일 ~ )는 미국의 배우이다.

## 출연 작품
- 히어로즈 (2006)
- 재그 (1995)